# C10orf142
C10orf142 (англ. Chromosome 10 open reading frame 142) – білок, який кодується однойменним геном, розташованим у людей на 10-й хромосомі. Довжина поліпептидного ланцюга білка становить 130 амінокислот, а молекулярна маса — 13 757.
| 10         |  | 20         |  | 30         |  | 40         |  | 50         |
| ---------- |  | ---------- |  | ---------- |  | ---------- |  | ---------- |
| MRMYSSDAHE |  | RPPSPSLGTT |  | PPHPLPPTGS |  | PRPRQDSAAG |  | NSEEREPRGL |
| RRASGVGSSC |  | KRPTVCMGRQ |  | QGLPFCTVCG |  | YRCSSPERTR |  | GRCAVGKVRV |
| AGGGGAPGGG |  | AGMRCCGCRE |  | RNINKELELF |  |            |  |            |

A: Аланін

C: Цистеїн

D: Аспарагінова кислота

E: Глутамінова кислота

F: Фенілаланін

G: Гліцин

H: Гістидин

I: Ізолейцин

K: Лізин

L: Лейцин

M: Метіонін

N: Аспарагін

P: Пролін

Q: Глутамін

R: Аргінін

S: Серин

T: Треонін

V: Валін